# Hạng Tha
Hạng Tha (?-190 TCN) hay Hạng Đà là quý tộc, tướng lĩnh nhà Tây Sở thời Hán Sở, khai quốc công thần nhà Hán trong lịch sử Trung Quốc.

## Cuộc đời
Căn cứ Lư Lăng Hạng thị gia phả, Hạng Tha là con trai của Hạng Nhạc, con trai thứ ba của tướng Sở Hạng Yên với phu nhân họ Bào. Hạng Nhạc theo nghĩa quân nổi dậy chống Tần, được phong Tây Hàm Dương quân, Vũ công vương. Cũng theo nguồn này, Hạng Tha được phong Tây Bình vương, Lỗ Tín quân. Hán thư chép rằng Hạng Tha là con trai của anh họ Hạng Vũ (cháu đích tôn của Hạng Yên), tức Hạng Tha kém Hạng Vũ một thế hệ.
Năm 209 TCN, Hạng Tha theo Hạng Lương cất quân phản Tần. Năm 208 TCN, tướng Tần Chương Hàm tiêu diệt Trương Sở vương Trần Thắng, xuất quân đánh Ngụy. Ngụy vương Cữu cầu viện Sở, Tề. Vũ Tín quân nước Sở là Hạng Lương phái Hạng Tha cứu viện. Tề vương Điền Đam tự mình cầm quân, phái Điền Ba làm tiên phong cứu Ngụy. Chương Hàm tập kích thừa tướng nước Ngụy là Chu Thị, buộc quân Ngụy phải co cụm trong thành Lâm Tế. Sau đó, Chương Hàm cho vây thành, đánh tan viện quân Sở, Tề, giết chết Tề vương Điền Đam, khiến nước Tề nội loạn. Hạng Tha may mắn trốn thoát.
Năm 206 TCN, nhà Tần diệt vong, Hạng Vũ phân phong chư hầu. Hạng Tha lấy thân phận khách làm tướng nước Ngụy. Năm 204 TCN, Lưu Bang lấy Hàn Tín làm Tả thừa tướng, cùng Tào Tham, Quán Anh đánh Ngụy. Hạng Tha giữ chức bộ tốt tướng, cùng đại tướng Bách Trực, kỵ tướng Phùng Kính (con của Phùng Vô Trạch) không chống cự nổi quân Hán, khiến Ngụy vương Báo bị bắt. Hạng Tha chạy về Sở.
Năm 203 TCN, Bành Việt giữ đất Lương phản Sở, phối hợp với Hàn Tín diệt Tề. Hạng Vũ phái Hạng Tha làm đại tướng, Long Thư làm tì tướng, dẫn quân đi cứu Tề. Hạng Tha, Long Thư khinh địch, trúng kế của quân Hán, bại trận ở sông Tuy. Long Thư bị Đinh Lễ chém đầu. Tề vương Điền Quảng bị bắt. Hạng Tha may mắn chạy thoát.
Cùng năm, tướng Hán là Quán Anh dẫn quân tiến công Hoài Bắc, đánh hạ Hạ Bi, chém Tiết Công, tù binh Hạng Thanh, Đàm Công, lại đánh tan kỵ tướng Hạng Quán ở Bình Dương. Bành Thành đầu hàng, trụ quốc Hạng Đà bị bắt, các đất Lưu, Tiết, Bái, Tán, Tiêu, Tương cũng quy hàng.
Năm 202 TCN, Hạng Vũ tử trận ở sông Ô. Hạng Tha dẫn quân Sở rút về quận Đãng, lấy danh nghĩa quận trưởng đầu hàng quân Hán, bán đứng Tây Sở.
Năm 200 TCN, Lưu Bang xét công Hạng Tha ngang với Bí Bành Tổ, ban quốc tính, phong tước Bình Cao hầu (平臯侯), thực ấp 580 hộ.
Năm 190 TCN, Lưu Tha (劉它) chết, thụy Dương hầu. Con trai Lưu Viễn (劉遠) tập tước.

## Tranh cãi
Có giả thuyết cho rằng trụ quốc Hạng Đà bị bắt năm 203 TCN với tướng quân, quận trưởng Hạng Tha hàng Hán năm 202 TCN là hai người khác nhau. Do chữ Đà với chữ Tha viết gần giống nhau, nên người thời sau thường cho rằng hai người là một: Sau khi bị bắt ở Bành Thành, Hạng Tha được thả về Sở và bị giáng xuống làm quận trưởng.